# Ctimene aurinata
Ctimene aurinata är en fjärilsart som beskrevs av Walker 1864. Ctimene aurinata ingår i släktet Ctimene och familjen mätare. Inga underarter finns listade i Catalogue of Life.